# Ernie Damen
Ernest Jozef (Ernie) Damen (Apeldoorn, 1939 – Leeuwarden, 27 februari 2024) was een Nederlands filmregisseur, maar vooral bezig met alles wat met film te maken had.

## Biografie
Nog jong maakte Ernie Damen een eenvoudige filmprojector, waarmee hij met een reeks eigen tekeningen tekenfilms vertoonde aan zijn broertjes en zusjes. Tijdens opnames bleef hij net zo lang doorgaan tot hij tevreden was. Daarnaast ontwikkelde hij zich in de timmerwerkplaats van zijn vader en was hij een natuurkenner.
Hij genoot opleiding aan de Kunstacademie Arnhem (grafische vormgeving) en de Nederlandse Filmacademie In Amsterdam (ontwerp en regie). Hij was op die laatste instelling medestudent van Thijs Ockersen. Hij ging aan het werk in het ontwerp van reclame- en verpakkingsmateriaal en aan de filmacademie was hij nog een tijdlang docent. Hij was getrouwd en had twee dochters. Een van hen is de regisseuse Ester Eva Damen.
In zijn beroep kwam zijn creativiteit echter niet tot zijn recht. Hij maakte onder andere zijn eerste stap naar de filmwereld, met een kleine acteerrol in de film Monsieur Hawarden van Harry Kümel (1967). Gedurende de jaren zestig en zeventig was hij betrokken bij de lay-out van filmblad Skoop.
Amsterdam beknelde hem steeds meer en eind jaren zestig ging hij naar De Koornbeurs in Franeker die hem aantrok als filmdocent. Hij betrok een arbeidershuisje midden in een weiland met het doel om zichzelf daar zo zelfstandig mogelijk te onderhouden. Hij breidde zijn woonplek uit tot een landgoedje met een klein bos, moestuin, werkplaats, eigengemaakt molentje en zonnecollector. Ook bouwde hij daar een montagekamer en geluidsstudio.
Met Henk Penninga uit Minnertsga richtte hij het professionele Super 8-filmbedrijf "Filmgroep Ernie Damen en Henk Penninga" op. Al dan niet in opdracht maakten ze vooral korte films. Met name in de jaren zeventig en tachtig maakte hij de ene na de andere film. Enerzijds was Friese invloed in zijn films te herkennen, terwijl hij zich volgens Penninga zelf niet zag als Friese filmmaker. De Friese taal sprak hij niet en zijn oeuvre reikte ook voorbij de Friese grens. Zijn films waren te zien op Omrop Fryslân, het Alternatief Film Instituut in Harlingen en het Noordelijk Film Festival. Door zijn drang naar volledige vrijheid kwam hij soms in de knel met verstrekkers van subsidies en omroepen. Maatschappelijke betrokkenheid was voor hem dan ook belangrijker dan roem. In opdracht van de KRO verbleef hij in 1980 enkele maanden in de Verenigde Staten voor de opnames van Sacrifice Area.
Aan het begin van de jaren negentig maakte hij een film getiteld Olandu Gatve/Holland Street, over de metafoor van vliegen als vrijheid. Hij maakte de film binnen een culturele uitwisseling tussen Friesland en Litouwen en leerde toen zijn nieuwe liefde kennen, de beeldend kunstenares Violeta. Ze trouwden en kregen samen een zoon.
Tot op hoge leeftijd bleef hij knutselen en klussen en na zijn tachtigste stond hij nog dakpannen te wisselen op een hoge ladder. Hij werkte toen aan zijn laatste project: een algeheel overzicht van zijn jeugd, landgoed en zijn films.
Zijn gezondheid verhinderde dat hij hieraan door kon werken. Ernie Damen overleed op 27 februari 2024 aan lymfeklierkanker. Hij is 84 jaar oud geworden. Zijn archief is ondergebracht in het Eye Filmmuseum in Amsterdam.

## Films
Projecten van achter de camera:
- 1969: Rembrandt vogelvrij, afstudeerproject; opgenomen in Brouwershaven (vanwege de molen), Leeuwarden en Amsterdam in verband met 300ste sterfdag van Rembrandt van Rijn, gespeeld door Jules Croiset, andere acteurs waren Maroesja Lacunes, Christine Ewert en Karin Haage;[2] in 1970 ingezonden voor filmfestival Berlijn, samen met De baby in de boom van Nouchka van Brakel
- 1972: Simon P. Glotzbach, korte speelfilm; gefinancierd door ministerie van CRM
- 1975: Zeeman tussen wal en schip; deel van vierluik naar Heere Heeresma (regie)
- 1977: Er gebeurt hier helemaal niets
- 1977: Den volkomen huishoud-school-film met Henk Penninga
- 1978: Salomo’s eerste rechtspraak, met Henk Penninga
- 1979: Notaties over storm & regen, water & vuur, met Henk Penninga; Damen speelt zelf de hoofdrol; film gedeeltelijk geïnspireerd op Een aarde zonder akkers van Nigel Calder, Gemaakt voor Haagse Filmstichting over relatie mens-natuur
- 1980: Hoe een haven niet kon, maar er toch kwam met Henk Penninga
- 1981: Sacrifice area, scenario voor documentaire Damen gemaakt met Otto Schuurman
- 1983: De Lauwersmeer, een portret, documenataire samen met Henk Penninga
- 1983: Bewogen fragmenten, documentaire voor het Humanistisch Verbond
- 1985: Anton Constandse, documentaire voor het Humanistisch Verbond
- 1992: Olandu Gatye/Holland Street, samen met Roman Lileikis
- 1997: Spannenburgh, plak op ierde, over de bewoners en de communicatietoren van Tjerkgaast